# Farád, Győr-Moson-Sopron
Farád  este un sat în districtul Csorna, județul Győr-Moson-Sopron, Ungaria, având o populație de 1.994 de locuitori (2011). 

## Demografie
Componența etnică a satului Farád
     Maghiari (98,29%)
     Germani (1,12%)
     Necunoscut (0,29%)
     Români (0,29%)
     Alții (0,29%)
Componența confesională a satului Farád
     Luterani (17,3%)
     Fără religie (2,36%)
     Necunoscută (79,09%)
     Alte religii (1,96%)
Conform recensământului din 2011, satul Farád avea 1.994 de locuitori. Din punct de vedere etnic, majoritatea locuitorilor (98,29%) erau maghiari, cu o minoritate de germani (1,12%). Apartenența etnică nu este cunoscută în cazul a 0,29% din locuitori. Nu există o religie majoritară, locuitorii fiind luterani (17,3%) și persoane fără religie (2,36%). Pentru 79,09% din locuitori nu este cunoscută apartenența confesională.